# Acupalpus dubius
Acupalpus dubius es una especie de escarabajo del género Acupalpus, familia Carabidae. Fue descrita científicamente por Schilsky en 1888.
Esta especie habita en Irlanda, Gran Bretaña, Dinamarca, Suecia, Francia, Bélgica, Países Bajos, Alemania, Chequia, Eslovaquia, Hungría, Polonia, Estonia, Letonia, Portugal, España, Italia, Moldavia, Marruecos, Argelia y Azores.